# Ligne Chaumont - Épinal
La ligne 24 (numérotation Est et SNCF) de Chaumont à Épinal, relie Chaumont à Neufchâteau, Mirecourt et Épinal.

## Description de la ligne
À vocation stratégique, la ligne fut aménagée à double voie sur toute sa longueur, et de nombreux raccordements, permettant d'éviter les rebroussements en gare et « changements de bout » des locomotives, furent construits au niveau des gares de bifurcation de la ligne. Ainsi :
- un raccordement existait aux environs d'Hymont-Mattaincourt : le raccordement d'Hymont-Mattaincourt permettant d'aller d'Épinal (ligne 24) à Vittel (ligne 14) et réciproquement, évitant le rebroussement en gare d'Hymont-Mattaincourt autrement nécessaire. Ce raccordement à double voie était d'une longueur de 840 m ;
- un raccordement existait aux environs de Darnieulles-Uxegney : le raccordement de Darnieulles permettant d'aller de Jussey (ligne 249) à Épinal (ligne 24) et réciproquement, évitant le rebroussement en gare de Darnieulles-Uxegney autrement nécessaire. Ce raccordement à double voie était d'une longueur de 862 m ;
- un raccordement existait aux environs d'Épinal : le raccordement de Golbey permettant d'aller de Mirecourt (ligne 24) à Charmes (ligne 16) et réciproquement, évitant le rebroussement en gare d'Épinal autrement nécessaire. Ce raccordement à double voie était d'une longueur de 1 195 m.

Des sauts-de-mouton avaient par ailleurs été construits à Bologne, Neufchâteau et Épinal, afin d'éviter les interférences entre circulations.

## Historique
Aujourd'hui[Quand ?], la dernière partie de la ligne 24 encore en exploitation régulière se situe entre Neufchâteau et Gironcourt-sur-Vraine, où est implantée une usine de fabrication de bouteilles du groupe Owens-Illinois. L'entreprise Veolia Transport a remporté mi-2006 l'appel d'offres visant à la desserte de l'usine et assure 3 à 5 rotations par semaine entre Gironcourt et Hausbergen. Le transport de sable, matière première pour la fabrication du verre, reste assuré par la SNCF.
De Neufchâteau à Rimaucourt, la ligne est encore ouverte, accueillant occasionnellement des trains de céréales (silo à Rimaucourt), ou de fil de fer vers l'usine de tréfilage de Manois. De Bologne à Andelot, au départ de la gare de Chantraines, est implanté le cyclorail des Trois Vallées. De Mirecourt à Hymont-Mattaincourt, la ligne est désormais partie intégrante de la ligne 14 Nancy - Merrey par Mirecourt, mais a gardé son kilométrage d'origine. Ailleurs, la ligne est déferrée, et son emprise en partie réutilisée, notamment au travers du projet de voie express dit « de l'Y vosgien » à l'ouest d'Épinal.